# Bad Saarow
Bad Saarow est une commune allemande située dans l'arrondissement d'Oder-Spree, dans le Land de Brandebourg près de Berlin.

## Géographie

### Géologie
Le site se trouve à la limite d'une vallée glaciaire du Würmien supérieur (stade de Francfort), entre 25000 et 15000 BP.
Bad Saarow est une station thermale et une ville d'eau située au bord du lac de Scharmützel à 70 km au sud-est de Berlin. Bad Saarow est réputée pour ses forêts et ses grandes propriétés de l’ère des fondateurs (1905), dont le plan d'ensemble est l’œuvre de Ludwig Lesser, d’Emil Kopp et d’Ernst Kopp.
Depuis, avec la Réorganisation communale, la commune s'appelle Bad Saarow-Pieskow. Les bains publics et la gare se trouvent sur les terres de l'ancien fief de Pieskow.

### Démographie
| Année | Population |
| ----- | ---------- |
| 1875  | 1 253      |
| 1890  | 1 251      |
| 1910  | 1 426      |
| 1925  | 2 146      |
| 1933  | 2 335      |
| 1939  | 3 537      |
| 1946  | 3 577      |
| 1950  | 3 936      |
| 1964  | 4 125      |
| 1971  | 4 370      |

| Année | Population |
| ----- | ---------- |
| 1981  | 4 465      |
| 1985  | 4 552      |
| 1989  | 4 633      |
| 1990  | 4 657      |
| 1991  | 4 613      |
| 1992  | 4 597      |
| 1993  | 4 650      |
| 1994  | 4 663      |
| 1995  | 4 622      |
| 1996  | 4 645      |

| Année | Population |
| ----- | ---------- |
| 1997  | 4 654      |
| 1998  | 4 653      |
| 1999  | 4 693      |
| 2000  | 4 672      |
| 2001  | 4 660      |
| 2002  | 4 594      |
| 2003  | 4 595      |
| 2004  | 4 730      |
| 2005  | 4 793      |
| 2006  | 4 758      |

| Année | Population |
| ----- | ---------- |
| 2007  | 4 842      |
| 2008  | 4 828      |
| 2009  | 4 791      |
| 2010  | 4 867      |
| 2011  | 4 929      |
| 2012  | 5 001      |
| 2013  | 5 006      |

## Histoire

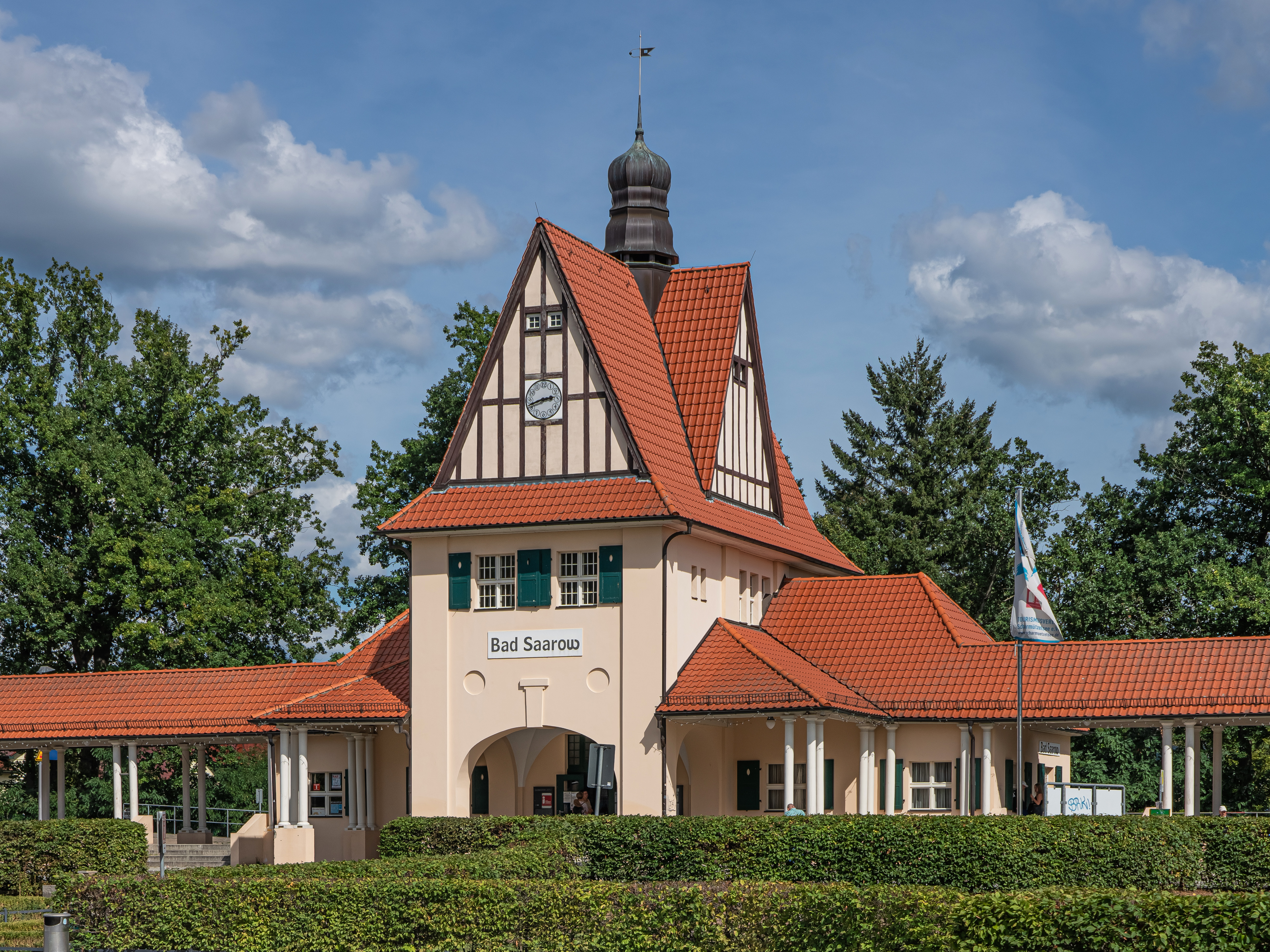
La gare de Bad Saarow.

La première mention de Saarow est datée de 1463. En 1774 les villages de Saarow, de Pieskow et de Silberberg, bordant le lac de Scharmützelsee, comptaient 225 habitants. Jusqu'en 1860, année d’extinction de la lignée, ce village appartenait à la famille de Löschebrand. Encore en 1881, Theodor Fontane rapporte ceci dans ses Promenades à travers le Brandebourg : « Il n'y avait vraiment pas grand-chose à voir à Saarow et, m'étant convaincu de la chose, je m'en allai vers le lac. » En 1905, on ouvrit une ligne régulière de vapeurs sur le lac de Scharmützelsee. La terre de Saarow fut vendue cette année-là à la Landbank de Berlin, qui dès 1907-08 fit aménager par l'urbaniste Ludwig Lesser un lotissement de résidences secondaires dans la Seestraße. Saarow et Pieskow formèrent désormais une seule ville.
Le château d'eau, d’une capacité de 1 000 m3, a été édifié entre 1908 et 1909 ; les bains datent de 1911. La ligne ferroviaire Fürstenwalde–Beeskow, avec les gares de Saarow et de Pieskow, fut inaugurée en 1912. La gare, aujourd'hui classée monument historique, est l’œuvre de l’architecte berlinois Emil Kopp. Le 7 août 1912, Victor Hess, prix Nobel de Physique 1936 pour la découverte des rayons cosmiques, atterrit en ballon à Pieskow. Les bains de tourbe de Saarow furent agrandis en 1914.
Max Rosengarten racheta le lac de Scharmützelsee en 1920 à la société Saarow-Pieskow Landhaus-Siedelung AG, filiale immobilière de Landbank AG. En 1922, Saarow-Pieskow comptait 998 habitants. Au cours des Années folles, cette localité devint une résidence appréciée des vedettes de la scène berlinoise : on y voyait le champion de boxe Max Schmeling, l’acteur Harry Liedtke ou même Maxime Gorki. La poste municipale date de 1925, et la source d'eau minérale a été creusée en 1927 avec un forage à 175 m de profondeur. Dans les années 1930, cette ville d'eau accueillait des tournois d'échec internationaux, auxquels sont attachés les noms d’Efim Bogoljubow et de Heinz von Hennig.
Au cours de la Nuit de Cristal les propriétés d'artistes et d'acteurs de cinéma juifs de l’actuelle Karl-Max-Damm furent incendiées, celles d’émigrés et de déportés, confisquées par des notables du parti nazi. Un pavé gravé par Gunter Demnig, le Stolpersteine, commémore ces événements depuis 2008.
Il y avait aussi à Bad Saarow un aérodrome de la Luftwaffe où l’on testait les prototypes (cf. Institut Ardenne). De 1943 à avril 1945, 700 déportés d’Oranienburg-Sachsenhausen y construisirent des logements pour les SS. Dans les derniers mois de la guerre, cette base aérienne accueillit la 4e division aérienne allemande. L’Armée rouge s’est emparée de la ville le 25 avril 1945. Quelques jours plus tard, l'acteur Harry Liedtke y fut exécuté. Après l’armistice, des centaines d'Allemands réfugiés affluèrent à Bad Saarow, portant la population en 1946 à 2 697 habitants, dont 50 % de réfugiés d'Europe balkanique et danubienne.
Sur la place Johannes-R.-Becher-Platz, les autorités ont érigé en 1947 un mémorial aux victimes du fascisme, déplacé depuis 1989 dans le cimetière du Waldfriedhof. Face au cimetière, les autorités ont aménagé un bosquet du souvenir avec trois statues. En 1950, la place Erich Weinert a été aménagée en forum illuminé à l'emplacement de l'ancien établissement de bains Esplanade. La Reichsbahn de Francfort-sur-Oder y a aménagé un Centre de vacances et de loisirs pour les enfants de ses employés, avec un train spécial pour la desserte du Centre.

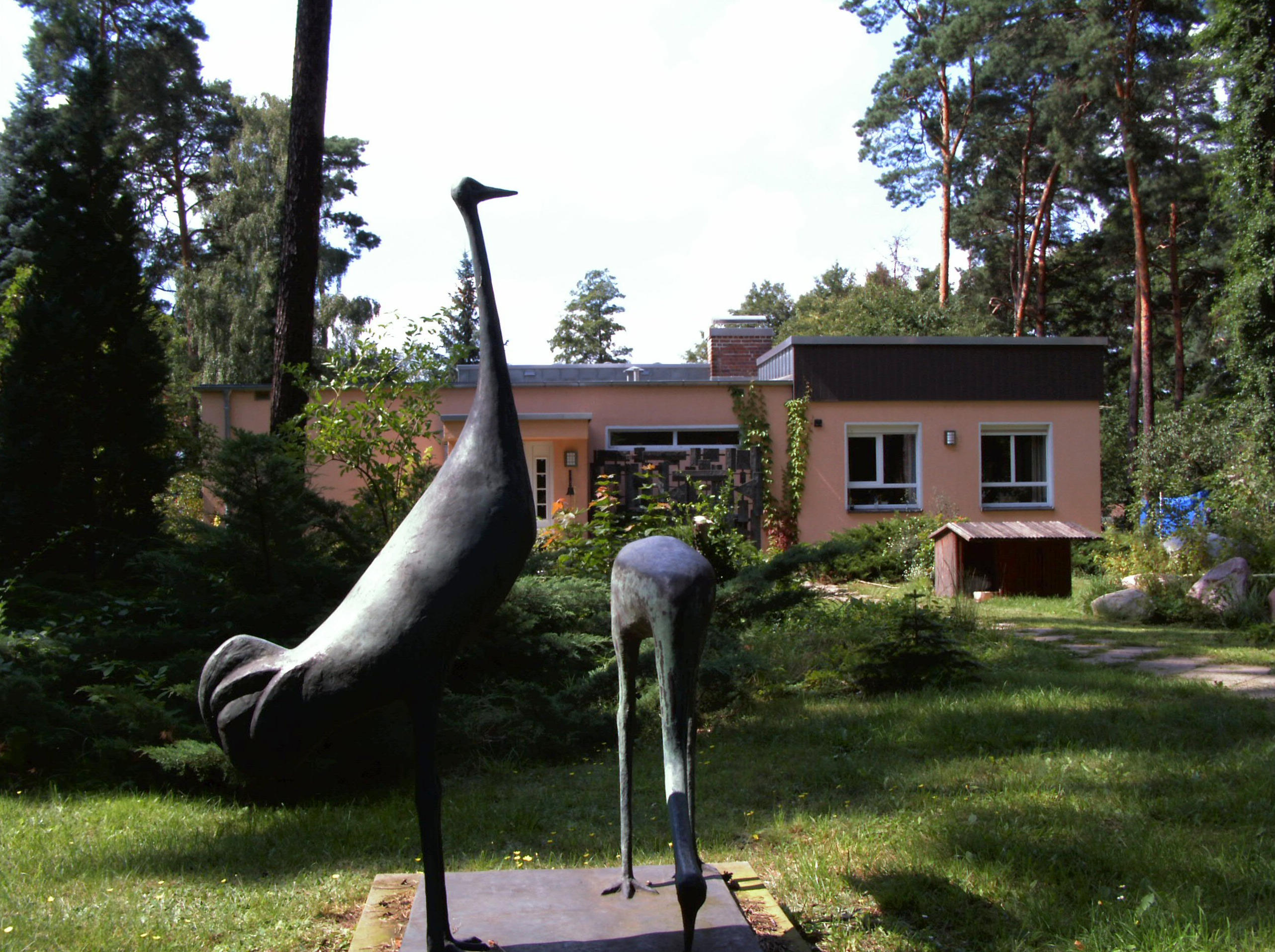
La pension Freundschaft était destinée aux dignitaires de RDA ; ici le pavillon du ministre Hoffmann.

Au temps de la RDA, pendant pratiquement 40 ans, une grande partie de la commune est demeurée terrain militaire et son accès était sévèrement réglementé : non seulement les Forces d'occupation soviétiques en Allemagne (GSSD) l'occupaient, mais aussi la Nationale Volksarmee instituée en 1956. Il y avait là la pension Freundschaft destinée aux dignitaires du Ministère de la Défense et l'hôpital général de l'Armée, devenu à partir de 1981 l’Académie de Médecine militaire de Bad Saarow (MMA) de la NVA, où s'élaborèrent notamment les méthodes de dopage employées par la RDA.
Le centre Maxime Gorki a été inauguré le 19 décembre 1972, et simultanément la construction du téléport de Neu Golm débutait. Le sanatorium soviétique n'ouvrit ses portes qu'après la Chute du Mur, en 1989. Dans le cadre du Traité de Moscou (1990), les dernières troupes soviétiques évacuèrent la région en 1994. On peut encore voir les vestiges des casernements. Le téléport de Neu Golm a été désaffecté en 1996.

## Personnalités liées
- Marienetta Jirkowsky (1962-1980), est-allemande morte en tentant de franchir le mur de Berlin.
- Gunar Kirchbach (1971-), champion olympique et du monde de canoé.
- Sven Kohlmeier (1976-), homme politique né à Bad Saarow
- Julia Schoch (1974-), écrivaine née à Bad Saarow

## Source
- (de) Cet article est partiellement ou en totalité issu de l’article de Wikipédia en allemand intitulé « Bad Saarow » (voir la liste des auteurs).